# Fibra ottica polimerica
Le fibre ottiche polimeriche sono fibre ottiche realizzate in materiale polimerico, anziché in vetro.

## Caratteristiche
Rispetto alle fibra in vetro, questo tipo di guida ottica ha:
- maggiore diametro del core;
- elevata facilità delle operazioni di posa;
- caratteristiche specifiche del polimero con cui sono realizzate;
- elevata resistenza meccanica;
- attenuazione più elevata;
- scarsa resistenza termica;

Queste caratteristiche fanno sì che questo tipo di fibre sia usato su piccole distanze, per fieldbus (PROFIBUS, PROFINET), nelle applicazioni aerospaziali, o automotive (bus MOST), in illuminotecnica e diagnostica medica.

## Costituzione

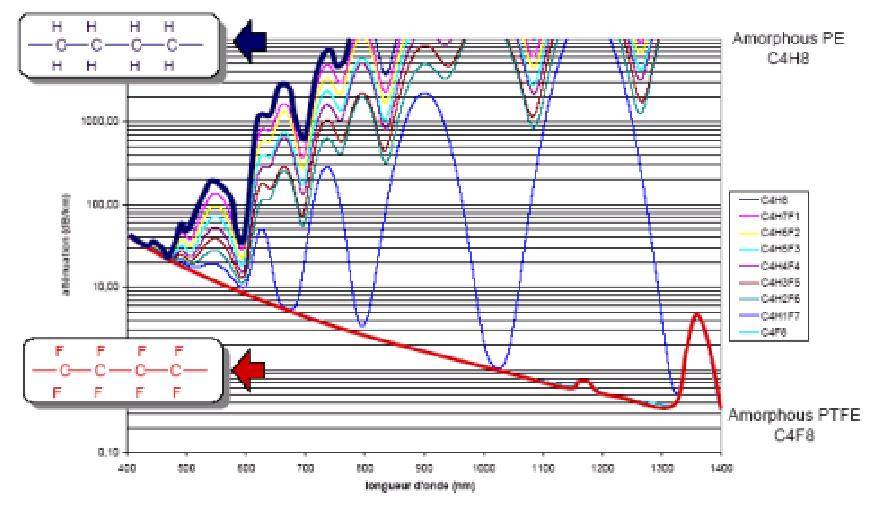
assorbimento C-F vs C-H

I polimeri utilizzati per la fabbricazione di fibre ottiche polimeriche devono essere trasparenti alla radiazione utilizzata, quindi è necessario che essi siano completamente amorfi.
I polimeri più utilizzati sono:
- Policianurati
- Polisulfoni e polietersolfoni
- Policarbonati
- Polisilossani
- Polimetilmetacrilati
- Perfluoropolimeri

In queste molecole la presenza di legami C-H, O-H e N-H aumenta le perdite di segnale nel campo dell'infrarosso, quindi non deve stupire se in molti polimeri l'idrogeno è stato sostituito con il fluoro.

### Policianurati

Policianurato

I policianurati sono molecole che derivano dalla chimica dei poliuretani. L'introduzione di strutture cicliche come isocianurati ne aumenta la stabilità termica.
I sistemi fortemente cross-linked costituiti da isocianurati possiedono un'eccellente stabilità termo-ottica e termo-dimensionale. Questo tipo di fibre ha perdite tipiche di 10 dB/m@1300 nm e 100dB/m@1550 nm.

### Polifenilsulfoni e Polietersulfoni

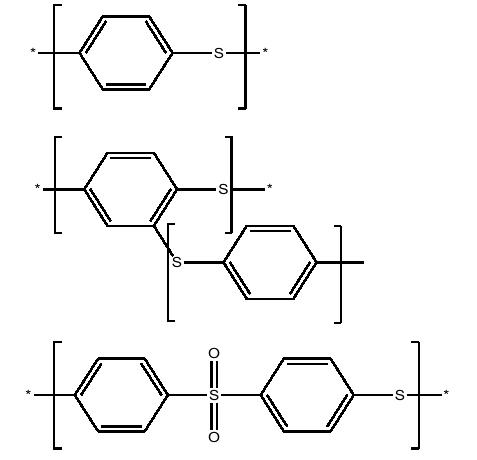
Polifenilsulfone

I polimeri di tipo polisulfone, polietersulfone e polifenilsulfone sono stati sviluppati allo scopo di creare fibre ottiche robuste ma flessibili, adatte a un uso medicale.

### Policarbonati
I Policarbonati hanno un'elevata temperatura di transizione vetrosa; tuttavia, hanno delle perdite di segnale molto elevate, sono molto fragili e non possiedono un'elevata stabilità termo-ottica. Per via della sua elevata temperatura di transizione vetrosa è stato utilizzato come core nelle applicazioni automotive in combinazione con un cladding di Teflon AF

### Polisilossani
I polisilossani sono delle molecole molto simili al vetro: esse sono caratterizzate da un legame chimico fra l'ossigeno e il silicio. Questo tipo di fibre ottiche è stabile anche a temperature elevate, è duttile come una gomma e può vantare proprietà ottiche superiori. Le fibre ottiche polisilossaniche sono realizzate a partire da metilfenilsilossano mediante un processo di vulcanizzazione.
Questo tipo di fibre ottiche può vantare un'attenuazione compresa fra 0.45dB/m@770 nm e 0.8dB/m@660 nm

### Polimetil metacrilati

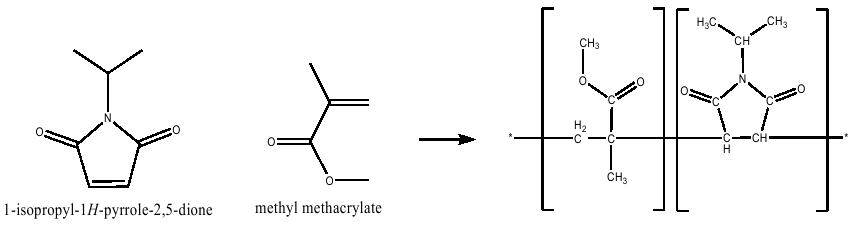
polimetilmetacrilato-co-isopropilmaleimmide

Sono noti terpolimeri fra metacrilato di metile, stirene e cicloesilmaleimmide. Queste molecole generalmente sono termoplastiche e possiedono temperatura di transizione vetrosa compresa fra 130 °C e 170 °C.
Sono noti anche copolimeri fra metacrilato di metile, fenilmetacrilato e adamantilmetacrilato, i quali hanno temperatura di transizione vetrosa più elevata rispetto al terpolimero. Tuttavia essi sono fragili a temperatura ambiente.
Questo tipo di fibre ottiche ha un'attenuazione compresa fra 1.5dB/m e 0.45dB/m

### Perfluoropolimeri
Rispetto alle omologhe idrogenate, le fibre ottiche perfluorurate ereditano alcune proprietà dal PTFE, come l'elevata inerzia chimica, la proprietà di essere auto-estinguenti in caso di incendio, ecc.
Alcuni dei polimeri utilizzati sono:
- Teflon AF copolimero TFE - perfluoro 2,2-dimetil-1,3-diossolo
- Cytop con il relativo dopante 2,4,6-tris(perfluorofenil)-1,3,5-triazina per realizzare fibre graded index
- Hyflon AD, copolimero TFE - 4-metossi-1,3-diossolo)
- gomma fluorurata copolimero TFE HFP VDF utilizzato come rivestimento